# NGC 6400
NGC 6400 è un piccolo e vecchio ammasso aperto situato nella costellazione dello Scorpione.

## Osservazione

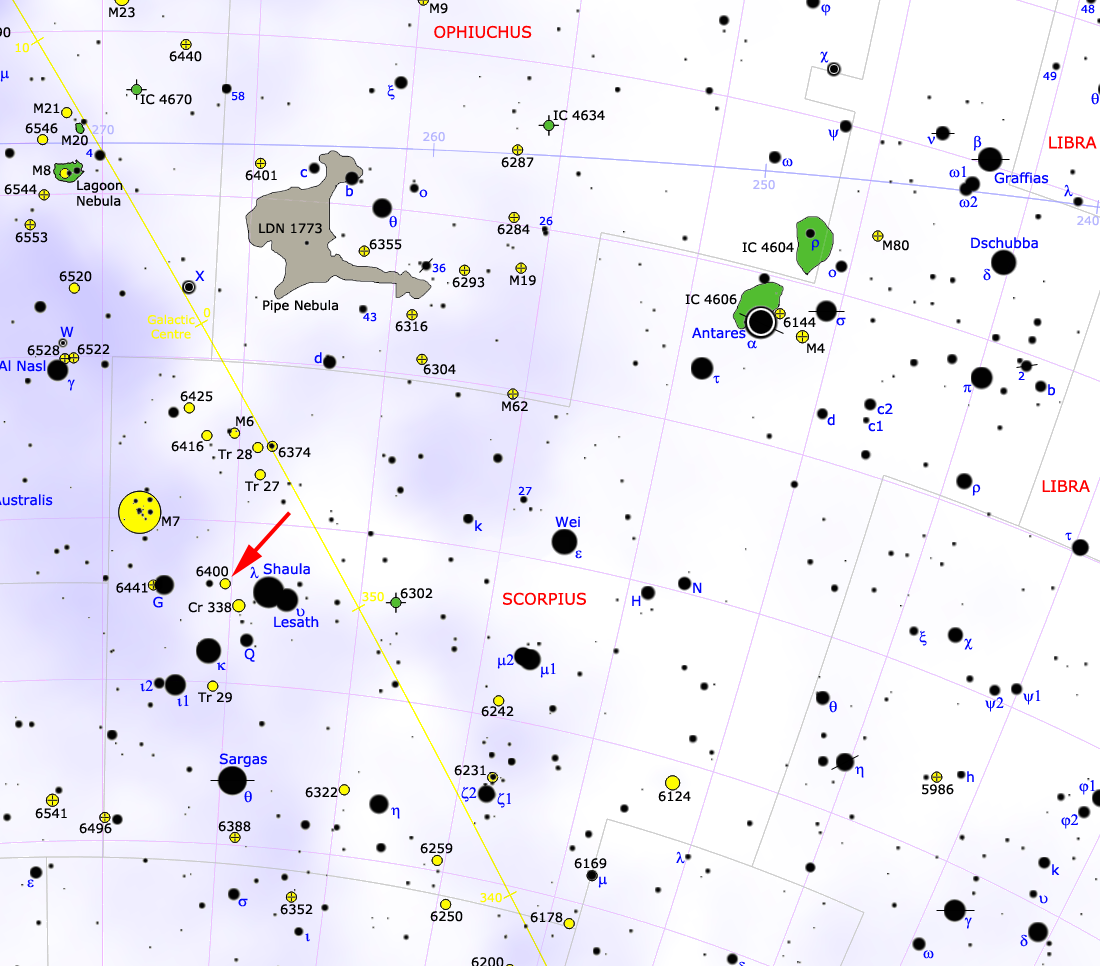
Mappa per individuare NGC 6400.

NGC 6400 si individua con facilità grazie alla sua posizione fra le stelle luminose che costituiscono la coda dello Scorpione; in particolare si trova lungo la linea che congiunge le stelle G Scorpii e λ Scorpii (Shaula), a due terzi del percorso verso quest'ultima. Attraverso un binocolo appare sotto un cielo pulito come una debole macchia chiara allungata in senso nord-sud priva di stelle; un piccolo telescopio permette di rivelarne la natura stellare già a 20x, mentre a 80x l'oggetto è già perfettamente risolto in alcune decine di componenti di magnitudine 10 e 11.
A causa della sua declinazione piuttosto meridionale, quest'ammasso può essere osservato principalmente da osservatori situati nell'emisfero australe della Terra, sebbene sia comunque osservabile discretamente anche fino alle latitudini temperate medie. Il periodo migliore per la sua osservazione nel cielo serale è quello compreso fra giugno e ottobre.

## Storia delle osservazioni
NGC 6400 è stato osservato per la prima volta da James Dunlop nel 1826; l'anno successivo lo inserì nel suo catalogo rendendo nota la scoperta. John Herschel lo riosservò in seguito e lo descrisse come un ammasso piuttosto ricco ed esteso e formato da stelle di magnitudine 9 e 10. Una descrizione più minimalista venne riportata nel New General Catalogue, edito nel 1888.

## Caratteristiche
NGC 6400 è un ammasso aperto moderatamente ricco e concentrato situato alla distanza di 950 parsec (3100 anni luce) sul bordo esterno del Braccio del Sagittario; è formato da alcune decine di componenti, la più luminosa delle quali è di magnitudine 10,6.
Non è un oggetto particolarmente studiato; si tratta comunque di un ammasso relativamente vecchio, la cui età è stimata sui 600 milioni di anni. Il database SIMBAD indica per NGC 6400 una candidata stella binaria a raggi X di grande massa.